# 제시카키친
제시카키친(Jessica's Kitchen)은 국내 최초 이탈리안 홈메이드 뷔페 레스토랑으로, 이탈리안 요리를 추구해서 그런지 메뉴의 구성은 자극적인 음식은 줄이고, 담백하고 산뜻한 풍미의 요리를 지향하는 편이었다.
2006년 1호점인 센트럴점을 오픈한 이후 10개까지 확장했다. MP그룹 소유였으나 2014년 5월 개그맨 김준호의 소속사인 코코엔터테인먼트가 인수하면서 사명을 코코에프앤비로 바꾸었다.